# 3,7-dimetil-1,7-octanodiol
El 3,7-dimetil-1,7-octanodiol, conocido también como hidroxicitronelol e hidroxiciol, es un diol de fórmula molecular C10H22O2. Es un alcohol presente en el cuerpo humano, detectado principalmente en la orina. Dentro de la célula, se encuentra principalmente en el citoplasma.

## Propiedades físicas y químicas
El 3,7-dimetil-1,7-octanodiol es un líquido viscoso incoloro cuyo punto de fusión aproximado es de 38 °C y su punto de ebullición 252 °C.
Su olor ha sido descrito como suave, limpio, floral y lirio; su olor como dulce, polvoriento y floral.
Posee una densidad ligeramente inferior a la del agua, 0,929 g/cm³.
El logaritmo de su coeficiente de reparto, logP ≃ 1,59, indica una solubilidad mayor en disolventes apolares que en disolventes polares. Su solubilidad en agua es de 30 g/L.

## Síntesis y usos
La síntesis de 3,7-dimetil-1,7-octanodiol puede hacerse llevando a cabo una reacción de adición entre citronelol y un ácido carboxílico inferior, por ejemplo ácido acético, en presencia de un intercambiador de cationes; el éster carboxílico así obtenido se hidroliza para conseguir el 3,7-dimetil-1,7-octanodiol. El rendimiento de este proceso aumenta si la reacción de adición es entre agua y citronelol; además la disolución debe contener un alcanol α-metil-ramificado con entre tres y cinco átomos de carbono, y ha de emplearse un intercambiador de cationes fuertemente ácido a una temperatura de 40 °C - 120 °C. Con este procedimiento se alcanzan rendimientos del 94%.
Una versión mejorada se consigue cuando la reacción tiene lugar directamente calentando una solución homogénea de citronelol en una mezcla de agua y un disolvente inerte como acetona, metiletilcetona, glicina o tetrahidrofurano. La catálisis se realiza con resina de intercambio catiónico.
En este aspecto, se ha investigado la bioconversión de citronelol a 3,7-dimetil-1,7-octanodiol, llevada a cabo por Botrytis cinerea, en el mosto de uva. Si bien la mayor parte del citronelol se transformó a este diol, se detectaron pequeñas cantidades de otros subproductos como 2,6-dimetil-2,8-octanodiol y p-mentano-3,8-diol.
En sentido inverso, la deshidratación de 3,7-dimetil-1,7-octanodiol, primero a citronelol, y luego a 3,7-dimetiloctadieno puede efectuarse con fosfato tricálcico como catalizador.
El 3,7-dimetil-1,7-octanodiol puede provenir del dihidromirceno: el catalizador para este proceso consta de resina de adsorción de boro, dietil eterato de trifluoruro de boro con una cierta cantidad de tetra-n-butilbis (1,3-ditiol-2-tiocetona-4,5-ditiol)-níquel, cloruro de níquel hexahidrato y nitrato de amonio y cerio.
Uno de los principales usos del 3,7-dimetil-1,7-octanodiol es en fragancias y perfumes.
Así, se ha propuesto su uso en composiciones que quitan el mal olor de tejidos y en fragancias cuyo componente principal es un compuesto del grupo de los nitrilos.
También puede formar parte de productos para el cuidado de la piel y correctores de arrugas.

## Precauciones
Este compuesto puede ocasionar irritación ocular seria. Es una sustancia combustible, siendo su punto de inflamabilidad 108 °C.